# هاويلان (مقاطعة دورود)
هاويلان (بالفارسية: هاویلان) هي قرية تقع في قسم جان الريفي (مقاطعة دورود) في إيران. يقدر عدد سكانها بـ 70 نسمة بحسب إحصاء 2016.